# Кудинов, Дмитрий Владимирович
Дми́трий Влади́мирович Куди́нов (25 августа 1985, Москва) — российский футболист, защитник.

## Карьера

### Клубная
Профессиональную карьеру начинал в ярославском «Шиннике» и столичном «Торпедо-Металлург», но за основной состав этих клубов не провел ни одного матча. В начале 2005 года подписал четырёхлетнее соглашение с московским «Торпедо». Первый матч в Премьер-лиге провел 12 июня 2005 года в выездном матче с «Сатурном», где вышел на поле в основном составе, но на 28 минуте был заменён Сергеем Черногаевым. Сыграв четыре матча в Премьер-лиге в 2005 году, в следующем сезоне не проходил в основной состав. Летом было принято решение о том, что до конца сезона Кудинов будет выступать в махачкалинском «Анжи» на правах аренды. Вернувшись из дагестанской команды, Кудинов начал подготовку к сезону 2007 года в «Торпедо», но в составе так и не получил место. Летом был снова отдан в аренду, в курский «Авангард». В марте 2008 года ушёл из «Торпедо» и подписал контракт с «Лучом-Энергией» из Владивостока. Но в Премьер-лиге за дальневосточный клуб не сыграл ни одного матча и 7 июля был заявлен за клуб из Первого дивизиона белгородский «Салют-Энергию». В конце сезона контрактное соглашение с Кудиновым продлено не было, и на правах свободного агента он перебрался в «КАМАЗ» из Набережных Челнов, за который в 2009 году провел 5 игр. 2010 год на правах аренды провёл в «Авангарде».
Позже играл за команды ФНЛ и ПФЛ «СКА-Энергия» (Хабаровск) (2011—2012), «Петротрест» СПб (2012—2013), «Динамо» СПб (2013), «Волга» (Тверь) (2014), «Сатурн» (Раменское) (2015), «Домодедово» (2015). В первой половине 2016 года провёл 10 матчей в чемпионате Армении за клуб «Мика».

### В сборной
Выступал за юношескую сборную России в отборочных матчах к юниорскому чемпионату Европы 2004 года. 18 мая 2004 года получил годичную дисквалификацию от УЕФА за избиение судьи на последних минутах матча со сборной Турции, проходившего 24 апреля 2004 года в турецком городе Кушадасы и закончившегося со счётом 1:1. Благодаря этой ничьей сборная Турции заняла первое место и вышла на чемпионат Европы.